# モクセイ科

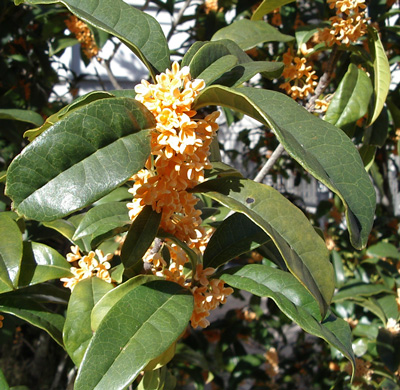
キンモクセイ

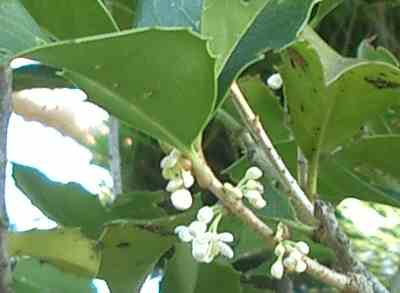
ヒイラギモクセイ

モクセイ科（モクセイか、木犀科、Oleaceae）は、双子葉植物に属する科。木本で、つる性のものもある。花弁は合着して4裂（一部5－8裂）の合弁花冠を形成する。花は芳香を放つもの（モクセイ、ジャスミン、ライラックなど）が多く園芸や香料に利用される。またオリーブは食用としてよく利用される。

## 分類
約25属600種が属する。
Fontanesieae
Fontanesia philliraeoides 1種のみ。コバタゴなど2亜種が認められている。
レンギョウ連 Forsythieae
2属。
- レンギョウ属 Forsythia - レンギョウなど11種。ユーラシア。
- ウチワノキ属 Abeliophyllum - ウチワノキ1種のみ。朝鮮半島固有。

Myxopyreae
東南アジアに3属7種が産する。
- Myxopyrum - 4種
- Dimetra - 1種
- ヨルソケイ属 Nyctanthes - 2種

ソケイ連 Jasmineae
果実は二裂する。ソケイ属 Jasminum 1属に200種以上が属し、一般的にはジャスミンとして知られる。ソケイ・オウバイ・オウバイモドキなど。
オリーブ連 Oleeae
染色体数n =23、真正木繊維を持つ、フラボン配糖体の存在など多くの派生形質を持つ、よくまとまった単系統群である。
Ligustrinae
ユーラシア産。2属に約65種が属する。
- ハシドイ属 Syringa - ムラサキハシドイ（ライラック）など20種。
- イボタノキ属 Ligustrum - イボタノキ・ネズミモチ・トウネズミモチなど45種。

Schreberinae
- Schrebera - 4種。アフリカ・インドの熱帯域。
- Comoranthus - 3種。マダガスカル・コモロ。

Fraxininae
トネリコ属 Fraxinus のみ。トネリコ・アオダモ・ヤチダモ・シオジなど約50種が属する。果実は翼果。
Oleinae
果実は核果。
- ヒトツバタゴ属 Chionanthus - ヒトツバタゴなど約100種。
- Forestiera - 15種。
- Haenianthus - 3種。西インド諸島。
- Hesperalea - Hesperalea palmeri 1種のみ。グアダルーペ島固有種だったが、ヤギによる食害で絶滅した。
- Noronhia - 41種。マダガスカル。
- オリーブ属 Olea - オリーブなど40種以上。
- Priogymnanthus - 2種。南米。
- Nestegis - 5種。ハワイ・ニュージーランド。
- Notelaea - 12種。オーストラリア・タスマニア。
- モクセイ属 Osmanthus
  - ギンモクセイ（銀木犀：Osmanthus fragrans；中国名：銀桂）：花色は白。
  - キンモクセイ（金木犀：Osmanthus fragrans var. aurantiacus；中国名：丹桂） : 花色は金橙色。
  - ウスギモクセイ （Osmanthus fragrans var. thunbergii；中国名：金桂） : 花色は薄黄色。九州に野生。
  - リュウキュウモクセイ（中国名：月桂)
  - ヒイラギモクセイ（柊木犀：Osmanthus × fortunei）: 葉の形が柊に似ている。銀木犀と柊の雑種であるとされている。
  - ヒイラギ（柊：Osmanthus heterophyllus）

- Philyrea - 2種。地中海沿岸。
- Picconia - 1種。マカロネシア。